# 老火湯

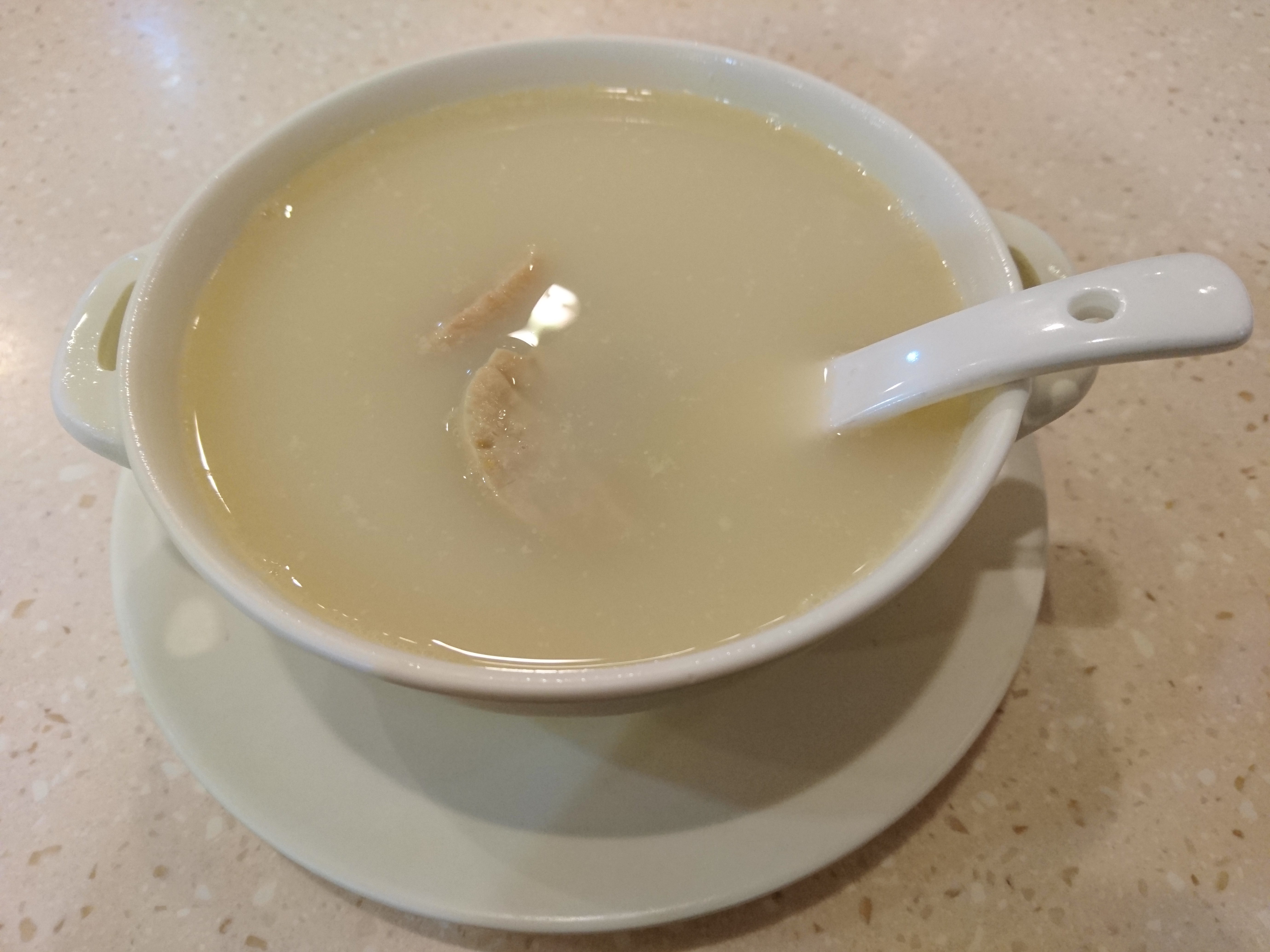
杏汁豬肺湯

老火湯，又叫煲湯，粵菜的特色之一；乃為粵港澳以至華人常見菜餚。由於粵地（嶺南）地區氣候炎熱潮濕，因此人們愛喝有滋身補益效用的老火湯。它们通常是以壓力鍋、真空鍋、電子瓦罉、鋼鍋或瓦鍋等载体將各種蔬菜、水果、肉類或中藥熬上數小時而成。有護膚、護心、明目、降膽及健骨等功效。

## 營養
含豐富蛋白質的食物是老火湯的最佳材料。熱力可幫助蛋白質分解，令它更易被人體吸收，而湯料若含水溶性纖維，加熱後亦會更易釋出水中。所有礦物質、維他命A、E、K、水溶性維他命B3、B5、B6、B12、部分抗氧化物、有益活性成分及荷爾蒙亦不易被熱力破壞，可保存於湯內。如肉類若切成小塊，營養便較易釋出，所以體積小的肉碎比整片肉下湯佳，有以下數種例子：
- 赤小豆粉葛鯪魚湯：一碗（二百克）只有2克蛋白質，即每日建議所需的3%，只是排骨湯、花膠湯的三分一。整條鯪魚放入水中加熱，營養較難釋放於水中，因此湯的營養較低。

- 青紅蘿蔔豬骨湯：一碗鈣質含量只有15毫克，佔每日建議所需1%，飲二十一碗豬骨湯才能攝取相當於一杯牛奶分量的鈣質。

- 白菜湯：白菜湯維他命C少於0.0001毫克。蔬果的營養以維他命C、B1、B2及葉酸等為主，但全部均易被老火湯的高熱破壞，所餘甚少。

中山大学医学与营养学教授蒋卓勤团队实验表明，动物骨头里的钙盐很难溶解于水，第一个实验使用蒸馏水炖汤平均钙浓度只有1.0—1.2mg/100ml；第二个实验加几十元的醋的瓦罐炖汤钙浓度达到了178mg/100ml。

## 健康問題
湯水煮沸後，以中火續煮的時間，不宜超過2小時。水加熱至沸點後才加入湯料，可消除湯料所含的氧氣，營養被破壞的機會亦降低。壓力煲提升湯的沸點，減短煲湯所需時間，降低營養被破壞的程度，但間中出現爆炸意外，使用時要特別小心。
老火湯較為熱氣及濃稠，不容易消化，不適合夏天飲用。熱天之下喝的湯水，不宜濃稠，故不宜選花膠為湯水材料；補益功能過甚的材料如鹿茸，也不適合。
一些水溶性維他命如維他命B1、B2、維他命C會因為煮湯的時間越長，受高溫破壞而流失得越多。有人因其甜味而以豬骨煮湯，但也令湯水油脂過多又熱氣，使用隔油湯壺，可隔去湯中大部分油分。
老火湯亦不適合痛風症患者飲用，特別是材料中含有肉類的，因為煲煮過程中會釋放大量嘌呤。

## 外部阅读
- 科学松鼠会：汤里有多少“营养”？可能跟你想得不一样